# Копертаун (Северна Дакота)
Копертаун (енгл. Cooperstown) град је у америчкој савезној држави Северна Дакота.

## Демографија
По попису из 2010. године број становника је 984, што је 69 (-6,6%) становника мање него 2000. године.
| Група             | 2000.         | 2010.       |
| Белци             | 1.036 (98,4%) | 973 (98,9%) |
| Афроамериканци    | 0 (0,0%)      | 2 (0,2%)    |
| Азијати           | 3 (0,3%)      | 4 (0,4%)    |
| Хиспаноамериканци | 10 (0,9%)     | 3 (0,3%)    |
| Укупно            | 1.053         | 984         |